# Curva di trasformazione anisoterma
Le curve di trasformazione anisoterma, dette anche curve CCT (dall'inglese Continuous Cooling Transformation, ovvero trasformazione a raffreddamento continuo), sono curve dedotte sperimentalmente indicanti l'inizio, la fine e talvolta anche l'avanzamento percentuale delle transizioni di fase che avvengono in un acciaio di specifica composizione sottoposto ad un processo di raffreddamento costante (per esempio 50 °C/s), dopo un periodo di mantenimento al di sopra dei suoi punti critici (cioè ad austenitizzazione avvenuta).
Le curve CCT trovano applicazione in ambito industriale, in particolare per definire il trattamento termico da eseguire su un prodotto: in base alla velocità di raffreddamento è infatti possibile prevedere dal diagramma quale sarà la microstruttura dell'acciaio a temperatura ambiente. Sono inoltre più frequentemente utilizzate rispetto alle curve TTT (curve di trasformazione isoterma), poiché è più pratico e meno dispendioso raffreddare il materiale in modo continuo, piuttosto che raggiungere rapidamente e mantenere per tempi anche lunghi una determinata temperatura.
Oltre alle curve di trasformazione, i diagrammi CCT riportano normalmente anche uno o due punti critici di equilibrio (univocamente determinati dalla sola composizione dell'acciaio) e un fascio di curve corrispondenti ad alcune leggi di raffreddamento, spesso corredate da informazioni quali la velocità di raffreddamento, la percentuale di volume trasformato ad ogni intersezione con una curva di fine trasformazione, la percentuale in volume di austenite residua a temperatura ambiente e la durezza raggiunta dall'acciaio a fine processo.

## Esempi di curve CCT
I diagrammi CCT dipendono dalla composizione precisa dell'acciaio che si raffredda (in particolare se ipoeutettoidica, eutettoidica o ipereutettoidica), poiché cambiano le microstrutture ottenibili e la temperatura a cui occorre iniziare il processo, oltre ai tempi caratteristici di trasformazione riassunti nelle curve stesse. 

### Acciai eutettoidici

Figura 1 - Diagramma CCT qualitativo per un acciaio eutettoidico

Per un acciaio eutettoidico, il diagramma è analogo a quello di figura 1: notiamo innanzitutto che la temperatura da cui parte il raffreddamento è superiore alla temperatura critica A1, cioè la temperatura a cui un acciaio eutettoidico austenitico è instabile e comincia a trasformarsi in altre fasi e costituenti microstrutturali (la temperatura A1 corrisponde esattamente a 727 °C).

Consideriamo inizialmente la curva di raffreddamento (4): quando essa incrocia la curva Ps (Perlite Start), ha inizio la trasformazione da austenite a perlite, che si completa all'intersezione con la curva Pf (Perlite Finish), oltre la quale i costituenti non cambiano anche se il raffreddamento continua. Con la curva (1), invece, il raffreddamento avviene molto più velocemente e non si ottiene più perlite, bensì martensite: quest'ultima comincia a formarsi quando la curva intercetta il segmento Ms (Martensite Start) e giunge ad occupare il 100% del volume dell'acciaio in corrispondenza del segmento Mf (Martensite Finish). Nei diagrammi più precisi molto spesso il segmento Mf non viene indicato, ma viene sostituito da una sigla che riporta la percentuale di martensite formatasi ad una certa temperatura (ad esempio M90, con riferimento ad un avanzamento della trasformazione pari al 90%): ciò perché le impurezze degli acciai (sempre presenti nella pratica) abbassano le temperature caratteristiche del diagramma, portando la temperatura del 100% di martensite al di sotto della temperatura ambiente, a cui il raffreddamento solitamente termina.

Le curve (2) e (3), infine, rappresentano raffreddamenti che avvengono rispettivamente alla velocità critica superiore ed inferiore: la prima è la velocità minima in corrispondenza della quale si ottiene solo martensite, la seconda è la velocità massima alla quale si può ottenere solo perlite.

### Acciai ipoeutettoidici

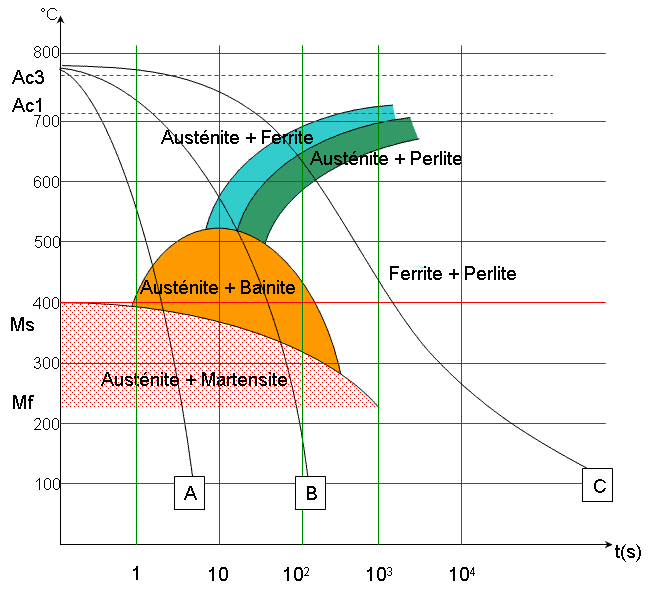
Figura 2 - Diagramma CCT per un acciaio ipoeutettoidico

La figura 2 riporta invece il diagramma CCT qualitativo di un acciaio ipoeutettoidico. Rispetto al diagramma di figura 1, si notano tre differenze principali: vi sono due temperature critiche (A1 e A3), che indicano rispettivamente le trasformazioni di equilibrio da austenite a ferrite α e da austenite a perlite (in questo caso la temperatura A3 non è stabilita univocamente come la temperatura A1, ma dipende dalla composizione precisa); è presente una zona di trasformazione da austenite a ferrite α, che precede nel tempo quella della perlite; vi è un'ulteriore zona di trasformazione, quella della bainite.

Se consideriamo una curva di raffreddamento di tipo C, dapprima una parte dell'austenite si trasforma in ferrite α (zona azzurra), poi l'austenite residua diventa perlite (zona verde), ottenendo alla fine del processo ferrite e perlite. Con la curva B, in modo analogo, si ottengono in ordine ferrite α, bainite e martensite. Con la curva A, infine, si ottengono bainite e martensite (anche in questo caso valgono le considerazioni fatte in precedenza sul segmento Mf).

### Acciai ipereutettoidici
Per gli acciai ipereutettoidici il diagramma è molto simile al precedente, ma vi sono due differenze sostanziali: l'altra temperatura critica oltre ad A1 non è A3, bensì Acm (temperatura di equilibrio a cui l'austenite si trasforma in cementite secondaria), e la zona azzurra rappresenterebbe la trasformazione dell'austenite in cementite secondaria, e non perlite. La lettura delle curve CCT, comunque, è analoga ai casi precedenti.

## Applicazioni pratiche
Alcuni trattamenti termici particolarmente diffusi in ambito metallurgico si basano sui diagrammi CCT: ricottura completa e ricottura globulare/di coalescenza, normalizzazione, tempra martensitica. In tutti questi processi la temperatura di partenza è superiore a quella critica: per gli acciai ipoeutettoidici ci si porta solitamente a 50 °C sopra A3, mentre per gli ipereutettoidici solitamente si parte da temperature un po' più basse (circa Acm), perché se si operasse a Acm+50 °C, come si può notare osservando il diagramma ferro-carbonio, la temperatura sarebbe pericolosamente prossima a quella di fusione parziale dell'austenite.

I primi tre trattamenti citati sono mirati a rendere il materiale più lavorabile e duttile, mentre la tempra martensitica porta alla formazione di una microstruttura particolarmente dura e fragile, perciò è spesso seguita da trattamenti aggiuntivi, come il rinvenimento.